# کارل لنگ (بازیگر)
کارل لنگ (به انگلیسی: Carl Lange) (زاده ۳۰ اکتبر ۱۹۰۹-درگذشته ۲۳ ژوئن ۱۹۹۹) بازیگر آلمانی بود.
از فیلم‌های معروف او می‌توان به بازی در دوئل در غروب آفتاب اشاره کرد.